# Oblivion (berg- och dalbana)
Oblivion är en berg- och dalbana byggd i stål, placerad i den brittiska nöjesparken Alton Towers. Banan öppnades för allmänheten den 14 mars 1998, då som världens första vertikal-fallsbana.